# 竜城広場駅

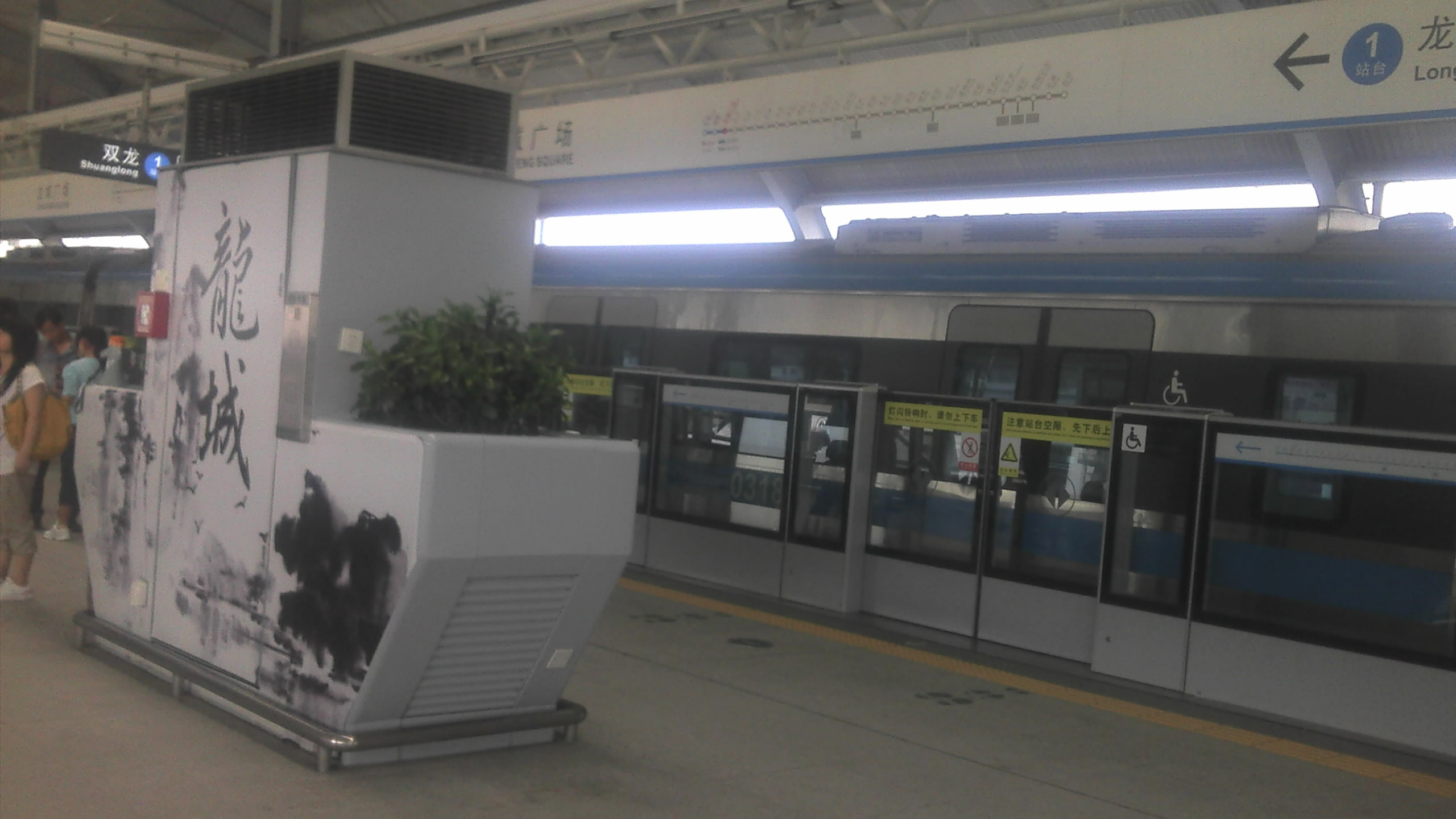
竜城広場駅の内部

竜城広場駅（りゅうじょうひろばえき）は、中華人民共和国深圳市竜崗区に位置する深圳地下鉄竜崗線の駅。

## 駅構造
- 島式ホーム1面2線を有する地上駅。ホームドア設置。

| 竜崗線ホーム (U3F) | ←■竜崗線 益田方面 |
| 竜崗線ホーム (U3F) | 島式ホーム        |
| 竜崗線ホーム (U3F) | ■竜崗線 双竜方面→ |

## 歴史
- 2010年12月28日 - 開業。

## 隣の駅
深圳地下鉄
■竜崗線
吉祥駅 - 竜城広場駅 - 南聯駅